# マキン・アイランド (護衛空母)
マキン・アイランド (USS Makin Island, CVE-93) は、アメリカ海軍の護衛空母。カサブランカ級航空母艦の39番艦。艦名はマキン島奇襲作戦に因んで命名された。その名を持つ艦としては初代。

## 艦歴
「マキン・アイランド」は1944年1月12日にワシントン州バンクーバーのカイザー造船所で起工する。1944年4月5日にB. B. ニコル夫人によって進水し、1944年5月9日にオレゴン州アストリアでW. B. ホエーリー艦長の指揮下で就役した。
西海岸での短期整調巡航に続いて、「マキン・アイランド」は1944年6月19日にサンディエゴを出航し、航空機と兵員を積んで真珠湾、マジュロ、クェゼリン環礁へ向かい、7月24日にサンディエゴに帰還した。その後サンディエゴ沖で訓練を10月16日まで行い、真珠湾、エニウェトク環礁経由でウルシー環礁へ向かい11月5日に到着する。
11月10日、「マキン・アイランド」はレイテ島侵攻作戦に参加する輸送船団の警護に当たる。広範囲な空爆作戦が行なわれたが、日本軍の抵抗には遭遇しなかった。11月22日にマヌス島に向かい、続くルソン島侵攻作戦の準備に入る。
第77.4任務群の指揮官カルヴィン・T・ダーギン少将が乗艦した「マキン・アイランド」はマヌス島を12月27日に出撃し、侵攻部隊と共にスリガオ海峡を通過した。1945年1月3日にスールー海に入ると、部隊は日本軍による激烈な神風攻撃に遭遇する。姉妹艦の「オマニー・ベイ (USS Ommaney Bay, CVE-79) 」は撃沈され、多くの艦艇が損害を受けたものの、「マキン・アイランド」は無傷でリンガエン湾に1月6日到着し、続く11日間に渡って海岸での上陸部隊に対する上空援護を行い、その後ウルシー環礁へ向かう。
ダーギン少将は硫黄島侵攻作戦においても「マキン・アイランド」に乗艦した。2月16日に硫黄島近海へ到着すると、艦載機部隊は侵攻前の航空攻撃と、地上部隊上陸後はそれらへの支援攻撃を3月8日まで行った。空母部隊は再び特攻機の攻撃を受けたが、「マキン・アイランド」は無傷であった。ウルシー環礁で補給を行った後、旗艦として沖縄島近海に向かう。
沖縄島沖には3月25日到着し、「マキン・アイランド」は同水域での67日間の活動で地上部隊への航空火力支援、補給、偵察任務を継続した。第84及び第91混成航空隊からなる「マキン・アイランド」の艦載機は2,258回の出撃と8,000時間の飛行時間を記録した。「マキン・アイランド」は6月1日に任務を離れ、6月5日にグアムに到着した。
「マキン・アイランド」は7月11日に東シナ海に向けて出撃し、第95.3任務群（ジェシー・B・オルデンドルフ中将）に加わって東シナ海での掃海作業および攻撃任務に就く艦艇に対しての上空援護を行った。また、8月6日には護衛空母「ルンガ・ポイント (USS Lunga Point, CVE-94) 」および「ケープ・グロスター (USS Cape Gloucester, CVE-109) 」の航空機とともに、定海など中国沿岸の日本軍拠点に対する航空攻撃も実施した。8月13日に中城湾に停泊し、9月9日に占領任務のため和歌浦湾に移動する。その任務の中には連合軍捕虜の移送に対する空中支援などが含まれた。10月18日に帰国の途に就き、11月5日にサンフランシスコに到着する。その後上海へ向けて出航し、帰還兵を乗せて12月30日にシアトルに到着した。
「マキン・アイランド」は1946年4月19日にピュージェット湾で退役し、7月11日に除籍された。その後1947年1月1日にスクラップとして売却された。
「マキン・アイランド」は第二次世界大戦の戦功で5つの従軍星章を受章した。